# Xã Royal, Quận Lincoln, Minnesota
Xã Royal (tiếng Anh: Royal Township) là một xã thuộc quận Lincoln, tiểu bang Minnesota, Hoa Kỳ. Năm 2010, dân số của xã này là 189 người.